# Didcot
Didcot est une ville ferroviaire et paroisse civile du comté administratif d’Oxfordshire en Angleterre, située à 16 km au sud d’Oxford, et à 24 km au nord-ouest de Reading. Didcot est reconnue pour son héritage ferroviaire, étant dotée d’un musée ferroviaire et d’une gare qui relie la ville à la gare de Paddington (Londres) depuis 1844.
La ville se trouve au cœur de la technopole Science Vale UK : trois grands centres de sciences et de technologies se situent dans les villages environnants de Milton (Milton Park), Culham (Culham Science Centre) et Harwell (Harwell Campus qui comprend le Rutherford Appleton Laboratory et un centre de l’ESA). 
La ville faisait historiquement partie du comté de Berkshire jusqu'en 1974, lorsque les limites du comté ont été modifiées à la faveur de la loi de 1972 sur la réorganisation des administrations locales.
C'est la troisième ville la plus polluée du Royaume-Uni. Mais elle est également désignée par les chercheurs comme la ville la plus "normale" d’Angleterre.

## Jumelage
Didcot est jumelé avec Meylan en France et Planegg en Allemagne.